# Famille Fouques Duparc
La famille Fouques Duparc est une famille subsistante de l'ancienne bourgeoisie française originaire de Lisieux puis fixée à Versailles et à Paris.

## Personnalités
- François Fouques Duparc (1741-1820), écuyer, valet de la chambre des rois Louis XV, Louis XVI et Louis XVIII, à la Cour de Versailles et des Tuileries[1],[2]
- Louis-Benoît Fouques Duparc (1772-1838), ingénieur maritime français, son fils ;
- Marie Eugène Henri Fouques Duparc (1848-1933), compositeur de musique connu sous le nom d'Henri Duparc.
- Jacques Fouques Duparc (1897-1966), diplomate français ;
- Henri Fouques Duparc (1903-1976), homme politique français ;

## Filiation
- François Fouques Duparc marié à Philippine Charlotte Fortin :
  - Louis Benoît Fouques Duparc marié en 1806 avec Catherine Louise Charlotte Le Tellier, fille de Louis Gaspard Le Tellier, premier valet de chambre du roi tué le 10 août 1792 et petite-fille de l'architecte Louis Le Tellier
    - Louis Charles Fouques Duparc (1807-1879), élève ingénieur en 1828, ingénieur ordinaire en 1833, ingénieur en chef en 1848, inspecteur en 1867, retraité en 1872[3], marié en 1840 avec Amélie de Guaita (1822-1895) :
      - Marie Robert Arthur Fouques Duparc (1842-1915) marié en 1867 avec Léonie Louvaucour (1844-1916) :
        - Xavier Fouques Duparc (1874-1964), marié en 1904 avec Clémentine Alcock (1881-1959), petite fille de Joseph Alcock :
          - Emmanuel Fouques Duparc (1905-1996), marié en 1932 avec Madeleine Briet de Rainvillers (1910-2008)

        - Marie Henri Robert Fouques Duparc (1877-1912), marié en 1902 avec Françoise Marie Émilie Bethenod (1884- ) :
          - Henri Marie Arthur Fouques Duparc (1903-1976), homme politique, maire d'Oran (1848-1962) ;

      - Marie Eugène Henri Fouques Duparc (1848-1933)[4], compositeur de musique connu sous le nom d'Henri Duparc, marié avec Ellie Mac Swiney (1845-1934) :
        - Marie Henri Charles Fouques Duparc (1872-1940) marié en 1909 avec Marie Henriette Suzanne Pasquier de Franclieu (1885-1960).

    - Louise Caroline Fouques Duparc (1809-1876), mariée à Alphonse Baude ;
    - Eugène Augustin Fouques Duparc (1811-1886), receveur des finances, marié en 1847 en premières noces avec Luglienne Grévin (†1859) :*
      - Roger Fouques Duparc (1847-1921) marié en 1881 avec Marie Sauvage (†1930) :
        - Pierre Joseph Eugène Fouques Duparc (1891-19962)[5], militaire ;

      - Charles Fernand Fouques Duparc (1853-1941)[6], militaire, marié en 1859 en secondes noces avec Fortunée de Lagau :
        - Charles Augustin Albert Fouques Duparc (1863-1932)[7], diplomate, marié en premières noces avec Marie-Louise Rivière (1871-1897) :
          - Marie Pierre Jacques Fouques-Duparc[8] (1897-1966), diplomate

    - Ferdinand Fouques Duparc (1814-1890) :
    - Adèlaïde Fouques Duparc (1816-1897) marié en 1842 avec Pierre Joseph Eugène Labastie (1807-1888)[9].

  - Gabrielle Fouques Duparc (1777-1854), mariée en 1795 avec Jean Antoine Destremau (1765-1829)[10], notaire, fils d'Antoine Destremau (1730-1784), maître chirurgien et membre de l'académie royale de chirurgie, accoucheur de la comtesse d'Artois, marié en premières noces à Marie Geneviève Lherminier (†1772)[11] :
    - Auguste Antoine Hippolyte Destremau (1807-1879), notaire à Provins, marié en 1832 avec Laure Bourquelot (1815-1885)
      - Arthur Destremau (1833-1885)[12] marié en 1865 avec Marie Dromard (1841-1929) :
        - Félix Alexis Destremau (1868-1945)
          - Bernard Destremau (1917-2002), homme politique ;

        - Maxime François Émile Destremau[13] (1875-1915) marié à Françoise Marie Thérèse Faivre d'Arcier :
          - Pierre Marie Félix Destremau (1906-1971)[14].

## Portraits

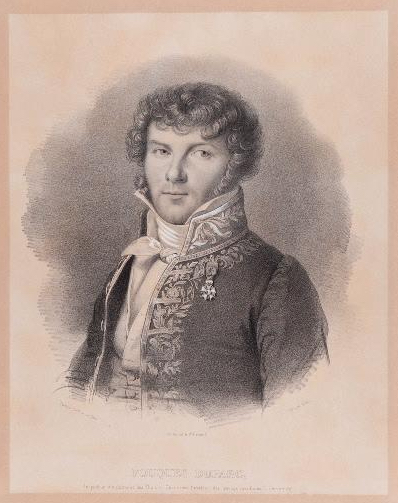
Louis Benoît Fouques Duparc (1772-1838)
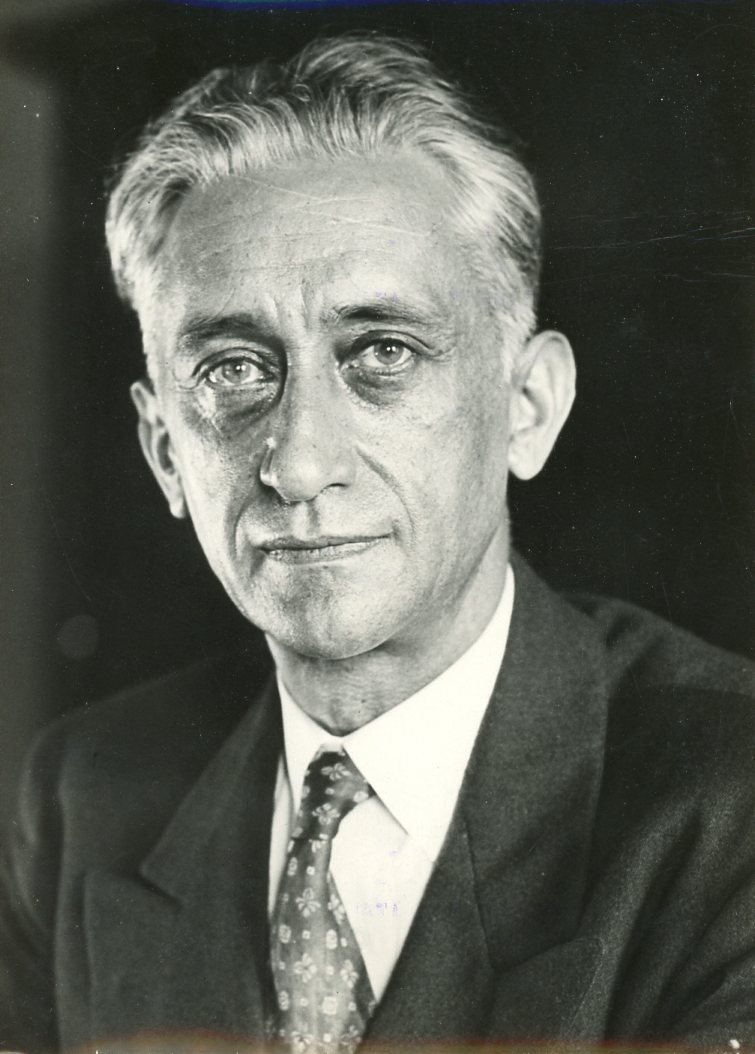
Jacques Fouques Duparc (1897-1966)
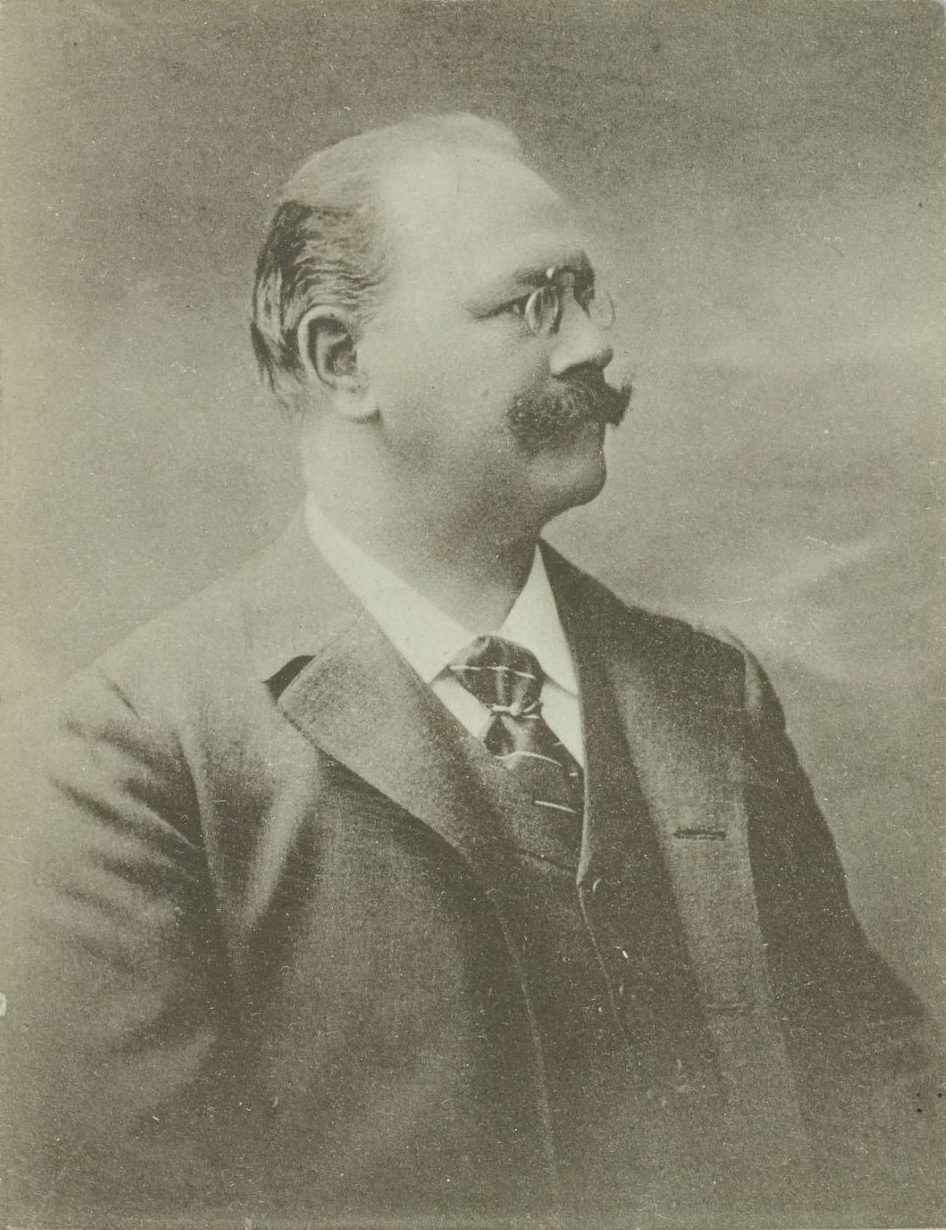
Henri Fouques Duparc (1903-1976)

## Pour approfondir